# Jesenný (zámek)
Zámek Jesenný stojí v obci Jesenný v okrese Semily.

## Historie
Zámek vznikl někdy po roce 1664 barokní přestavbou renesanční tvrze a spadala pod něj obec Jesenný, okolní vesnice a pět mlýnů. v roce 1664 po smrti Gertrudy Lamottové panství zdědil Vincent Lamotte, oddělil jej od hradu Návarov a připojil k němu statek Albrechtice. V roce 1715 přibyla u zámku kaple se sklenutou kopulí a oltářem svatého Jana Křtitele. Po Vincentově smrti byl jeho majetek rozdělen mezi jeho syny Jana Jakuba, jenž zdědil Sychrov, Starý Dub a Domaslavice, a Maxmiliána Rudolfa, kterému zůstalo Jesenný. V roce 1708 k němu přikoupil Stračov a v roce 1728 Holovousy. Jeho potomci, konkrétně Maxmilián Karel, roku 1794 panství odprodali Dejmům ze Stříteže, kteří jej roku 1810 připojili k panství Semily. Zámek následně sloužil pouze jako hospodářské a administrativní centrum. V letech 1948-1989 jej vlastnilo místní JZD. Dne 22. dubna 2007 zámek vyhořel, dnes je bez střechy a uvažuje se o jeho zbourání.

## Galerie:

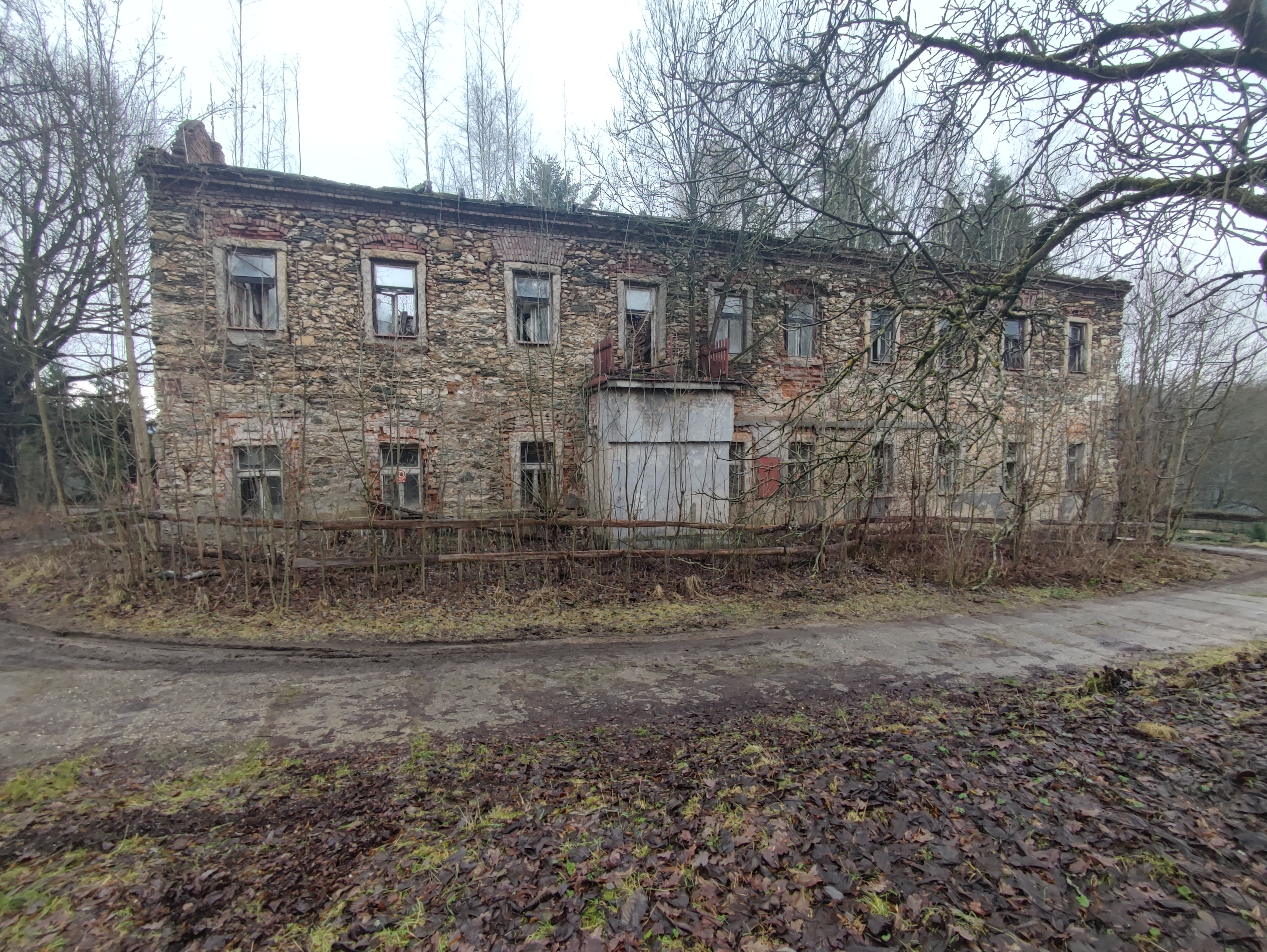
Pohled na zámek ze zadní strany.

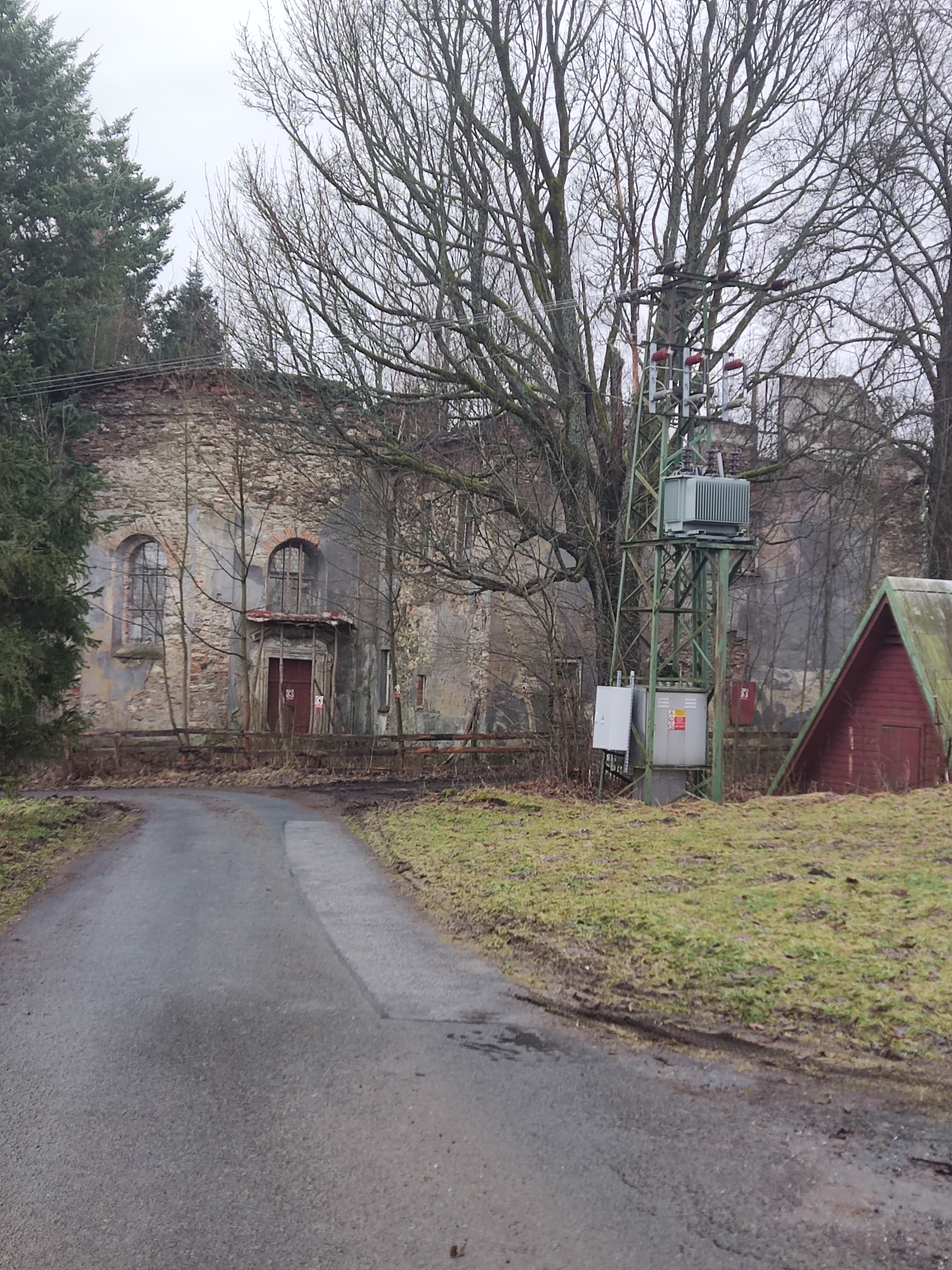
Pohled na zámek s kaplí.